# 安布魯斯特岩
安布魯斯特岩（英語：Armbruster Rocks）是南極洲的岩石，位於瑪麗伯德地，處於弗爾特角西南面17公里，美國地質調查局根據測量和美國海軍拍攝的空中照片繪入地圖，現時由南極條約體系管理。